# Pyogenesis
Pyogenesis ist eine Rock- und Metal-Band aus Stuttgart, die sich musikalisch vom Death Metal über Gothic Metal hin zum Alternative Rock und Power Pop entwickelte.

## Bandgeschichte
Aus einer lokalen Band namens Immortal Hate und Sänger/Gitarrist Flo V. Schwarz ging im Sommer 1991 Pyogenesis hervor. Die Bandmitglieder lernten sich in einer Diskothek im Großraum Stuttgart kennen. Noch im selben Jahr wurden von dem zuvor aufgenommenen Death-Metal- und Grindcore-Demoband Ode to the Churning Seas of Nar-Mataru die 7″-Single Rise of the Unholy auf dem mexikanischen Label Mephitic Productions veröffentlicht. Kurze Zeit später erschien ebenfalls als Vinylsingle Sacrificious Profanity auf Symphonies of Death Records aus Kolumbien. Beide Veröffentlichungen waren zunächst in einer Auflage von 1.000 Stück erhältlich und bereits im Vorfeld ausverkauft, so dass es Nachpressungen gab, die jedoch als solche kenntlich gemacht wurden. Im Herbst des Jahres 1992 wurde das Debütalbum Ignis Creatio für das französische Label Osmose Productions aufgenommen. Trotz der Spieldauer von 31 Minuten wurde es als vollwertiges Album vermarktet. Für das Album bezogen Pyogenesis erstmals klare Gesänge und harmonische Riffs in die Musik mit ein.
Im späteren Verlauf des Jahres 1993 wurde das Album Sweet X-Rated Nothings eingespielt, an dem Nuclear Blast großes Interesse zeigte. Die beiden Plattenfirmen konnten sich auf einen Wechsel einigen, woraufhin Pyogenesis bei Nuclear Blast unterschrieben. Als erste Veröffentlichung für das neue Label wurde anstelle des Albums die Mini-EP Waves of Erotasia mit einer Gesamtlänge von 16 Minuten als Kassette und CD veröffentlicht. Vor der Veröffentlichung im Jahr 1994 fand eine Co-Headlinertour durch Europa mit den britischen Anathema im Januar statt. Im November desselben Jahres wurde dann das Album Sweet X-Rated Nothings veröffentlicht. Musikalisch führte das Album die Entwicklung der Gruppe fort und zeigte sich melodischer und mit verstärktem klaren Gesang. Es folgten größere Auftritte für den neu gegründeten Musiksender VIVA sowie im Rahmen der Popkomm in der Live Music Hall in Köln.
Im Februar und März 1995 absolvierten Pyogenesis ihre erste circa zwei Wochen andauernde Tour durch den ehemaligen Ostblock, unter anderem durch Polen oder die damals gerade aufgelöste ČSSR. Im April desselben Jahres spielten Pyogenesis zum ersten Mal in Mexiko. Im darauf folgenden Jahr spielte die Gruppe auf diversen Musikfestivals. Ab März 1995 wurde das Nachfolgealbum Twinaleblood im bandeigenen Tonstudio eingespielt. Noch vor Veröffentlichung des Albums produzierten Pyogenesis in Berlin mit Harris Johns den Song Son of Fate als exklusiven Beitrag für die Compilation Death is Just the Beginning…. In der Zwischenzeit wechselte die Gruppe zum Majorlabel Warner Music und veröffentlichten am 1. Dezember 1995 das Album Twinaleblood. Das Album erhielt Anerkennung der nationalen und internationalen Medien. Im Zuge der Veröffentlichung folgte eine fast dreimonatige Europatour, gefolgt von Festivalauftritten und vereinzelten Clubshows. Zu den beiden Singleauskopplungen Twinaleblood und Addiction Pole wurden Videoclips in den Luxemburger Bergen und in der Umgebung von Trier gedreht, beide bekamen Airplay bei MTV und von Viva.

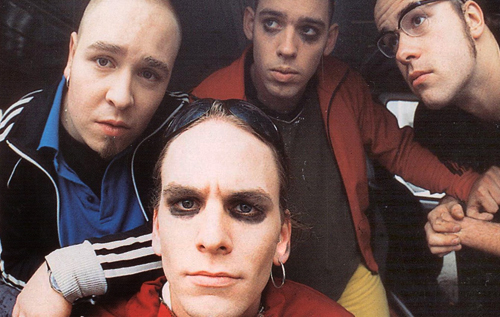
Pyogenesis 1996, beim Videodreh zu „Love Nation Sugarhead“

Im Frühsommer 1996 wurden weitere 19 Songs für zwei Veröffentlichungen eingespielt. Die dem Album vorauseilende EP Love Nation Sugarhead erschien am 18. Oktober 1996 und enthielt 6 Songs, wovon 4 nicht auf dem nachfolgenden Album enthalten waren. Noch im selben Monat wurde der Videoclip zum Titelsong gedreht, welcher erneut vom Musiksender VIVA gezeigt wurde. Pyogenesis spielten im Herbst/Winter des gleichen Jahres eine Tour mit Social Distortion, worauf dann im Januar 1997 das Album Unpop folgte. Im weiteren Verlauf des Jahres begann die Arbeit am vierten Album, welches ab Frühling 1998 produziert wurde. Pyogenesis unterbrachen die Aufnahmen für Festivalauftritte. Am 2. November 1998 wurde dann Mono … or Will It Ever Be the Way It Used to Be veröffentlicht. Tim Eiermann und Wolfgang Maier waren im Verlauf des Jahres der ursprünglich als Projekt geplanten Band Liquido beigetreten und erzielten dort höhere Chartpositionen. Beide verließen Pyogenesis. In den folgenden dreieinhalb Jahren tourten Pyogenesis international. Pyogenesis organisierten hinzukommend eine Butterfahrt mit 50 ausgesuchten Fans in einem Reisebus durch ganz Deutschland. Die Mitreisenden besuchten die Redaktion des Magazins Visions, ein Konzert der Band in einer stillgelegten Bergbauanlage, eine Unplugged Show am Rheinufer, den Sender VIVA und wurden an Choraufnahmen mit dem Produzenten Wolfgang Stach zum Titel Restless Legs beteiligt.
Das Label Nuclear Blast wollte eine Best-Of-Kompilation veröffentlichen, was nicht den Vorstellungen der Band entsprach. Anstelle dessen wurde das Remixalbum P … or Different Songs in Different Sounds am 24. Juli 2000 zur Erfüllung des Vertrags mit Nuclear Blast veröffentlicht. In der Zeit seit Mono … or Will It Ever Be the Way It Used to Be schrieben Pyogenesis 28 Songs, welche ab Sommer 2001 produziert wurde. Im Internet konnten die Fans über Snippets der Songs abstimmen und so das Tracklisting des gerade entstehenden Albums beeinflussen.

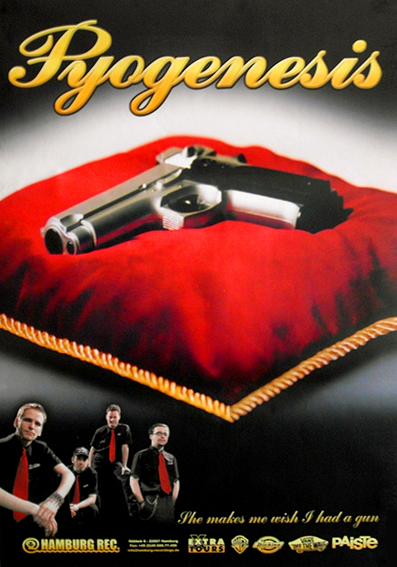
Plakat zum Album She Makes Me Wish I Had a Gun

2002 gründete Flo V. Schwarz die Firma Hamburg Records. Am 7. Mai wurde die 5 Song EP I Feel Sexy und am 3. Juni 2002 das Album She Makes Me Wish I Had a Gun veröffentlicht. In den folgenden Jahren unternahm die Band mehrere Touren durch Europa. 2003 spielten Pyogenesis auf dem Summer Breeze als Co-Headliner auf der Painstage. Ab 2005 tourte die Band nur noch im Ausland. Die letzten Konzerte vor einer längeren unangekündigten Bandpause fanden zur Snowboard-WM in Moskau statt.
Ende 2012 gaben Pyogenesis auf ihrer Website bekannt, anlässlich des 20. Jubiläums ihres Debütalbums eine streng limitierte Neuauflage mit drei Bonustracks zu veröffentlichen. Im März 2014 wurde eine ebenfalls limitierte Jubiläumsauflage von Waves of Erotasia veröffentlicht. 2013 führte der Metal Hammer Pyogenesis in einer Liste der meistvermissten Bands auf. Am 25. Juni 2014 gaben Pyogenesis bekannt als Headliner auf dem November to Dismember Metal Fest in der rumänischen Hauptstadt Bukarest aufzutreten.
Am 22. April 2015 verkündete Flo V. Schwarz in einer Videonachricht auf der Facebook-Seite der Band, dass Pyogenesis an neuem Material schrieben, zwei Wochen später folgte eine weitere Videobotschaft von den bereits begonnenen Albumaufnahmen.
Der britische Gitarrist Gizz Butt (Ex-The Prodigy und English Dogs) und Schlagzeuger Jan Räthje komplettieren ab 2015 die Band um Flo V. Schwarz und Malte Brauer.
Das Album A Century in the Curse of Time wurde am 14. August 2015 über AFM Records veröffentlicht.
Es folgten Auftritte, wie auf dem Summer Breeze 2015, der Full Metal Cruise 3 und in Russland
Nach der Comeback Tour 2016 zum Album und einem Auftritt beim Wacken Open Air, folgte eine Tour mit Life of Agony durch Europa.
Überraschend veröffentlichte Pyogenesis im März 2017 den zweiten Teil der Steampunk Trilogie, mit dem Titel A Kingdom to Disappear. Auch zu diesem Album tourten Pyogenesis quer durch Europa u.a Deutschland, Schweiz, Österreich und Italien.
In den nächsten Jahren folgten diverse Shows in Deutschland, Russland, Rumänien, Ukraine, Spanien, Schweiz, Österreich und eine Tour mit Dagoba (Band) in Frankreich.
Zwischen den Touren und der Produktionsphase zum Folgealbum verließ Gizz Butt die Band und wurde durch Thilo Schmidt ersetzt.
Das Album A Silent Soul Screams Loud wurde im Frühjahr 2020 ebenfalls über AFM Records veröffentlicht und bildet den Abschluss der Steampunk-Trilogie.

## Diskografie

### Alben
- 1992: Ignis Creatio (Mini-Album, Osmose Productions/SPV)
- 1994: Sweet X-Rated Nothings (Nuclear Blast/Warner Music)
- 1995: Twinaleblood (Nuclear Blast/Warner Music)
- 1997: Unpop (Nuclear Blast/Warner Music)
- 1998: Mono … Or Will It Ever Be the Way It Used to Be (Nuclear Blast/Warner Music)
- 2000 P … or Different Songs in Different Sounds (Remix-Album, CD-Digipak, Nuclear Blast/Warner Music)
- 2002: She Makes Me Wish I Had a Gun (Hamburg Records / Sony Music)
- 2015: A Century in the Curse of Time (AFM Records)
- 2017: A Kingdom to Disappear (AFM Records)
- 2020: A Silent Soul Screams Loud (AFM Records)

### Demos, Singles und EPs
- 1991 Ode to the Churning Seas of Nar-Mataru (Demo-Tape)
- 1991: Rise of the Unholy (Mephitic Productions)
- 1992: Sacrificious Profanity (Symphonies of Death Records)
- 1994: Waves of Erotasia (Nuclear Blast/SPV)
- 1995: Underneath EP (MDD Records)
- 1996: Love Nation Sugarhead (Nuclear Blast/Warner Music)
- 2002: I Feel Sexy (Hamburg Records/Sony Music)

### Musikvideos
- 1995: Twinaleblood
- 1995: Addiction Pole
- 1996: Love Nation Sugarhead
- 1997: Blue Smiley’s Plan
- 1998: Drive Me Down
- 2000: Empty Space
- 2000 P … the Ultimate Home Video (Videosammlung, VHS/DVD, Nuclear Blast/Warner Music)
- 2002: Don’t You Say Maybe
- 2015: Steam Paves Its Way (The Machine)
- 2015: Lifeless
- 2017: Sleep Is Good / Every Man for Himself … and God Against All
- 2017: I Have Seen My Soul
- 2017: New Helvetia
- 2019: Will I Ever Feel The Same
- 2020: The Capital